# 衛星DNA
衛星DNA由串联排列、不断重复的非編碼DNA组成，它是着絲粒的主要组成部分，也是異染色質的主要结构部分。

## 类型
衛星DNA与小卫星和微卫星DNA一起被称为串联重复。
一些人体内的衛星DNA类型包括：
| 类型            | 大小 (bp) | 位置                                      |
| α (alphoid DNA) | 171       | 所有染色体                                |
| β               | 68        | 染色体1、9、13、14、15、21、22和Y的着丝粒 |
| 1型卫星         | 25-48     | 大多数染色体的着丝粒和其它部位            |
| 2型卫星         | 5         | 大多数染色体                              |
| 3型卫星         | 5         | 大多数染色体                              |

## 长度
重复的脱氧核糖核酸核鹼基模式的长度可以从1对核鹼基到数千对核鹼基不等，整个卫星DNA的长度可以达不中断的数百万核鹼基。大多数卫星DNA位于染色体的端粒或着丝粒部位，不同种之间重复的核苷酸系列模式被保持完好，但是在长的系列里也常有变换。

## 起源
微卫星估计是脱氧核糖核酸复制的时候出错导致的。

## 病理学
卫星DNA经常出现在转录单位里。

## 结构
通过对陆生蟹的研究证明真核生物力卫星DNA有高级的三维结构，3%这种陆生蟹的脱氧核糖核酸由一个叫做RU的约2100核鹼基对长的重复，这个系列里有许多GC系列
。在每个基因里都有约16000个RU系列。一些RU系列被复制，随后的研究发现这里有保存下来的普通DNA系列，这些系列之间有四个微卫星部分，这些微微性主要由在一股上的嘌呤和另一股上的嘧啶组成，其中包括约20至25对长的G和C的重复。微卫星里最常见的重复系列是CCC:AGG和CCCT:AGGG。在微酸性条件下这些嘧啶:嘌呤重复形成一个三股结构

。
在微卫星重复和G:C重复之间所有的变异包含被一或两对A（嘧啶）中断的多嘌呤段和被T（嘌呤）中段的多嘧啶段。在所有被研究的RU系列里都没有G嘧啶或者C嘌呤。通过它对核酸酶的反应这个非常不平衡的系列特征被证实。在一个RU变种里TTAA系列被发现，这个系列被克隆和仔细研究。
RU系列的另一个区域的特征是由交替的嘌呤和嘧啶组成的对称DNA系列，这个系列形成一个左旋结构。在所有克隆里均发现CGCAC:GTGCG系列，它也出现于RU的另一个区域。一段含有这个系列的区域被切出克隆来仔细研究它的结构特征。
复制的RU系列事实上没有变化。只有微卫星的重复数目以及C和G段落的长度有差异。
一个RU系列在与多个只含有一个Alu系列的反转拷贝的边上有多个Alu系列。
另一种寄居蟹Pagurus policarus30%的基因由一族多AT的卫星及其逆转结构组成。